# 道野王
道野王（みちののおう、生年不詳 - 斉衡2年3月13日（855年4月3日））は、平安時代前期の皇族。大宰帥・賀陽親王の長男。官位は従四位上・武蔵守。

## 経歴
淳和朝の天長9年（832年）二世王の蔭位により无位から従四位下に直叙される。仁明朝の承和3年（836年）武蔵守に任ぜられる。
嘉祥3年（850年）仁明天皇崩御後の初七日で近陵七ケ寺に遣使が行われた際、道野王は桧尾寺に派遣された。文徳朝の仁寿元年（851年）次侍従を経て、仁寿3年（853年）従四位上に至る。斉衡2年（855年）3月13日病気により卒去。最終官位は散位従四位上。

## 人物
酒色に耽ったが、謹み深く真面目で温厚であり、傲慢な様子はなかった。また、管弦に非常に優れたという。

## 官歴
『六国史』による。
- 天長9年（832年） 正月7日：従四位下（直叙）
- 承和3年（836年） 日付不詳：武蔵守
- 嘉祥3年（850年） 3月27日：見散位
- 仁寿元年（851年） 4月1日：次侍従
- 仁寿3年（853年） 正月7日：従四位上
- 斉衡2年（855年） 3月13日：卒去（散位従四位上）